# 武岡路
武冈路，中国元朝时设置的路。
至元十四年（1277年）改武岡軍为武岡路。地屬湖广行省。治所在武岡縣（今湖南省武岡市）。下辖臨岡县、武岡縣、綏寧縣三县。包括今湖南省武岡市、洞口縣、新寧縣、城步苗族自治县、通道侗族自治县、綏寧縣、邵陽市等地。元顺帝至正七年（1347年）瑶族吴天保一度攻陷武岡路。明朝洪武元年（1368年）改武岡路为武岡府，九年（1376年）改武岡府为武岡州。